# Barry Myers
Pour les articles homonymes, voir Myers.
Barry Myers, né le 1er juin 1937 à Londres et mort en août 2016, est un réalisateur britannique, surtout connu pour avoir consacré sa carrière à la réalisation de spots publicitaires prestigieux. Il est le créateur avec Tim White de la maison de production Spots Films en 1970.

## Filmographie
Publicités
- 1978 : Olympus (Snapshot)
- 1978 : Tefal (Tefal Superfryers - Gas Masks)
- 1979 : Lustucru (L'œuf fêlé 2)
- 1984 : Barclays (Mr Grey)
- 1984 : Radio Rentals  (Love Scene)
- 1985 : Campagne anti-tabac (Smoker of the Future) [3]
- 1985 : Hovis ('Watermill)
- 1988 : British Airways
- 1989 : Volkswagen Golf (Le père et l'enfant)
- 1990 : Barilla (Le Museé et Sauces Toscanes)
- 1990 : Citroën ('Spike')
- 1993 : Renault Clio ("Le Paradis communiste" et "L'Héritier")
- 1995 : Smirnoff ("People's Army")
- 1996 : Axe ("Jalousie")
- 1997 : Mars ("Cyber")
- 1998 : Schweppes ("Fièvre de la jungle")
- 1999 : Mars ("L'indien")
- 2000 : McDonald's ("Traffic Jam")
- 2004 : William Lawson ("Sharon Stone")

## Récompenses
Lauréat d'un Silver award at the British Advertising Awards in 1979 pour 'Tefal Superfryers - Gas Masks'.
Lauréat d'un Silver award at the British Advertising Awards in 1986 pour 'Smoker of the Future'

### festival international de la publicitéde Cannes
- 2000 : Nomination au lion d'or pour la publicité Mars ("L'indien")